# Hildeprand
Hildeprand (Hildeprand den Uduelige) var en langobardisk konge af Italien der kortvarigt regerede i år 744. Han var barnebarn eller nevø af den forrige konge Liutprand.
Han deltog i belejringen af Ravenna i 734 og han var medkonge fra 737. I 744 blev han enekonge, men blev afsat efter kun otte måneder (januar til august), da et oprør ledet af Ratchis, hertugen af Friaul, konfronterede ham i Pavia. Ratchis blev selv konge og fik kort tid efter dræbt Hildeprand.